# Sarutaiá (ort)
Sarutaiá är en ort i Brasilien.   Den ligger i kommunen Sarutaiá och delstaten São Paulo, i den södra delen av landet, 800 km söder om huvudstaden Brasília. Sarutaiá ligger 755 meter över havet och antalet invånare är 3 622.
Terrängen runt Sarutaiá är kuperad åt sydost, men åt nordväst är den platt. Runt Sarutaiá är det ganska glesbefolkat, med 47 invånare per kvadratkilometer.. Närmaste större samhälle är Tejupá, 13,1 km sydost om Sarutaiá.
Omgivningarna runt Sarutaiá är huvudsakligen savann.